# Isaiah Whitehead
Isaiah Whitehead (ur. 8 marca 1995 w Nowym Jorku) – amerykański koszykarz, występujący na pozycjach rozgrywającego oraz rzucającego obrońcy.
W 2014 wystąpił w meczu gwiazd amerykańskich szkół średnich - McDonald’s All-American.
13 lipca 2018 trafił do Denver Nuggets w wyniku wymiany, po czym został zwolniony.
7 stycznia 2019 opuścił Lokomotiw Kubań. 15 stycznia podpisał umowę z Detroit Pistons na występy zarówno w NBA, jak i w zespole G-League – Grand Rapids Drive. 10 października dołączył do kazachskiego BC Astana. 11 grudnia opuścił klub. Od 6 listopada 2024 zawodnik Kinga Szczecin.

## Osiągnięcia
Stan na 12 grudnia 2019, na podstawie, o ile nie zaznaczono inaczej.
NCAA
- Uczestnik rozgrywek turnieju NCAA (2016)
- Mistrz turnieju konferencji Big East (2016)
- Most Outstanding Player (MOP=MVP) turnieju Big East (2016)[10]
- Laureat Haggerty Award (2016)[11]
- Zaliczony do:
  - I składu:
    - debiutantów Big East (2015)
    - Big East (2016)
    - turnieju Big East (2016)

  - składu Honorable Mention All-American (2016 przez Associated Press)